# Шептереди (ландшафтний заказник)
Шептере́ди — ландшафтний заказник місцевого значення в Україні. Розташований у Роздільнянському районі Одеської області, поблизу смт Захарівка. 
Площа заказника — 1016 га. Заказник створено згідно з рішенням облвиконкому від 29.12.1978 року № 742, перезатверджено згідно з рішенням облвиконкому від 02.10.1984 року № 493, та рішенням облради від 01.10.1993 року № 496-ХХІ. Межі заказника регламентуються розпорядженням Одеської обласної державної адміністрації від 16.09.2008 року № 723/А-2008.
Заказник розташований на території урочища Шептереди, у кварталах 23-42 Павлівського лісництва Великомихайлівського держлісгоспу. Створено для охорони байрачних лісів, на його території росте значна кількість лікарських рослин, трапляються рідкісні та зникаючі види рослин і тварин. Згідно з даними екологічного обстеження 2003 року заказник являє собою дуже цінний байрачний ліс з мальовничими краєвидами, стан заказника задовільний. Лісовий масив характеризується великою фіторізноманітністю, у тому числі цінними породами дерев (бархатне дерево), мальовничими галявинами з ділянками лучного степу, на яких збереглися рідкісні види рослин, занесених до Червоної книги України.